# Mário Sérgio Duarte Garcia
Mário Sérgio Duarte Garcia (São Paulo, 1931 – São Paulo, 2021) foi um advogado brasileiro. Presidiu a Associação dos Advogados de São Paulo, a OAB-SP, o Conselho Federal da OAB e o comitê suprapartidário do movimento Diretas Já. Foi Secretário de Justiça do Estado de São Paulo.

## Biografia
Paulistano filho de paulistanos, Mário Sérgio Duarte Garcia nasceu em 23 de agosto de 1931. Seus pais, Mário Soares Garcia (14/11/1910 – 22/06/1941) e Helena Gama Duarte Garcia (09/05/1910 – 26/11/2012), tiveram quatro filhos: Mário Sérgio, o primogênito, Mário Eduardo Duarte Garcia (31/07/1932), Therezinha Duarte Garcia (21/05/1934 – 14/12/2015) e Mário Luiz Duarte Garcia (16/12/1938).
Mário, o pai, era um apaixonado por aviação e frequentava o Aeroclube de Santo André, onde recebia aulas práticas de voo. Morreu precocemente aos 30 anos, no dia 22 de junho de 1941, quando pegava carona num voo de Santo André a São Paulo, onde iria encontrar a família. O avião, comandado por seu instrutor, caiu logo após a decolagem, matando seus dois únicos ocupantes. Prestes a completar 10 anos, Mário Sérgio ficou órfão e assumiu, também precocemente, a sua vocação para cuidar de quem estava à sua volta: a mãe, Helena, viúva aos 31 anos, e seus irmãos de 8, 7 e 2 anos de idade.
Sem recursos para sustentar a família, Helena arrumou o seu primeiro emprego, na empresa de engenharia Azevedo & Travassos, e mudou-se com os quatro filhos para a casa dos sogros, Manoel Caetano Garcia (15/04/1873 – 03/05/1953) e Renée Soares Pimenta Garcia (02/08/1885 – 17/05/1973). Dois anos após a morte do pai, a família mudou-se para a casa dos avós maternos, Francisco Toledo Duarte (30/10/1881 – 04/11/1978), mais conhecido como Chiquito, e Olga do Amaral Gama Duarte (28/04/1881 – 09/10/1968), onde Mário Sérgio morou até se casar.
Em sua infância e adolescência, Mário Sérgio passou por vários colégios, públicos e particulares (sempre como bolsista). Estudou no Grupo Escolar São Paulo, no Colégio Oswaldo Cruz, no Colégio Santo Alberto e finalmente no Liceu Pasteur, onde completou o curso clássico em 1949.
Em 1950 entrou na Faculdade de Direito da Universidade de São Paulo, no Largo de São Francisco, integrando a Turma do IV Centenário. No segundo ano da faculdade inscreveu-se no Partido Acadêmico Renovador e foi eleito para o cargo de 2o Secretário do Centro Acadêmico XI de Agosto. Entre os estudos e a política, aproximou-se da colega Célia Viana de Barros (10/09/1931 – 19/01/2019), que coincidentemente era sua vizinha. Os dois uniram esforços para estudar a disciplina de Direito Romano, ministrada pelo temido professor Alexandre Corrêa e acabaram apaixonando-se. O namoro seguiu até o final do curso.
Mário Sérgio e Célia casaram-se um dia após a formatura de ambos, em janeiro de 1955. Permaneceram juntos por 64 anos, até a morte de Célia. Tiveram quatro filhos: José Antonio de Barros Garcia  (19/12/1955 – 22/12/2005), Mário de Barros Garcia (07/10/1957), Ana Luisa de Barros Duarte Garcia (04/03/1959) e Ana Teresa Duarte Garcia Soares de Camargo (26/02/1962).

## Carreira profissional
Durante a faculdade, Mário Sérgio Duarte Garcia trabalhou em um cartório de fórum e no Sindicato da Indústria da Construção Civil e Grandes Estruturas. Foi aprovado em concurso na Justiça de Trabalho, onde trabalhou até o terceiro ano da faculdade. Em 1953 começou a estagiar no escritório de advocacia dos renomados advogados Otávio Pereira Lopes, Lotello Giannelli e Prudente de Moraes Neto.
Em 1956 juntou-se ao colega de escritório Luiz Arthur Caselli Guimarães e ao experiente Lotello Giannelli para iniciarem uma nova etapa em escritório alugado na Rua Xavier de Toledo, centro de São Paulo. No mesmo endereço trabalhava o especialista em Direito Tributário Américo Basile.
Em 1972, com a saída de Lotello Giannelli, foi inaugurado no sétimo andar do no 156 da Xavier de Toledo o escritório Duarte Garcia & Caselli Guimarães.
Durante o regime militar, foi peça importante na luta pela anistia aos presos políticos e um dos organizadores do Movimento Diretas Já, pela redemocratização do país.
Em 1971 foi convidado a ocupar o conselho das duas instituições mais importantes da categoria no estado de São Paulo: a Associação dos Advogados de São Paulo e a Ordem dos Advogados – Seção de São Paulo. Eleito membro do Conselho Diretor da AASP em 1972, desempenhou funções na diretoria, foi vice-presidente no período de 1974 a 1975, na gestão de Sérgio Marques da Cruz, e presidente em 1976.
De 1979 a 1981 foi presidente da OAB/SP, período em que a ditadura militar começou a dar os primeiros sinais de esgotamento. Sua gestão foi marcada pelo engajamento na luta pela anistia aos presos políticos e sua atuação combativa, sempre na defesa das prerrogativas da classe, foram essenciais para a garantia das liberdades e direitos fundamentais.
Foi vice-presidente do Conselho Federal da OAB, de 1981 a 1983, durante a gestão de Bernardo Cabral. Nesse período o Conselho Pleno da OAB decidiu, por unanimidade, lutar pela revogação da Lei de Segurança Nacional (LSN), responsável pela perseguição a jornalistas, parlamentares, trabalhadores e estudantes.
Em 1983 contou com o apoio do respeitado jurista Sobral Pinto na eleição acirrada que o levou à presidência do Conselho Federal da OAB. À frente da instituição até 1985, reforçou o papel da OAB na luta pela redemocratização do país e presidiu o comitê suprapartidário que conduziu a campanha das Diretas Já. 
Tornou-se Secretário de Justiça Estadual de São Paulo do governo de Orestes Quércia, iniciando uma ação coordenadora do relacionamento do Poder Executivo com o Poder Judiciário, principalmente na melhoria do desempenho do Sistema Penitenciário e no reaparelhamento da Procuradoria Geral do Estado. Seu mandato de secretário durou de 16/03/1987 até 10/01/1990.
Em 1997 o escritório Duarte Garcia & Caselli Guimarães ganhou um novo sócio. O advogado Marcelo Terra, especialista em Direito Imobiliário, juntou-se ao grupo, ampliando a atuação do escritório, que passou a se chamar Duarte Garcia, Caselli Guimarães e Terra.
A parceria de Mário Sérgio Duarte Garcia e Luiz Arthur Caselli Guimarães durou 61 anos. Em 2017 os dois tomaram rumos diferentes. Mário Sérgio, ao lado do filho Mário de Barros Garcia e dos advogados Marcelo Terra e Luis Eduardo Serra Netto, fundaram o escritório Duarte Garcia, Serra Netto e Terra.
Em 9 de abril de 2021, Mário Sérgio Duarte Garcia faleceu, em decorrência de falência múltipla de órgãos. O democrata do direito tinha 89 anos. 